# Norwich Union Open
Die Norwich Union Open waren ein Mitte der 1970er-Jahre zweimal ausgetragenes professionelles Snookerturnier mit dem Status eines Einladungsturniers. Beide Ausgaben des von Norwich Union gesponserten Turnieres fanden im Piccadilly Hotel in London statt. Sieger beider Ausgaben wurde John Spencer; das höchste Break der Turniergeschichte spielte Ray Reardon mit einem 130er-Break.

## Geschichte
Die Erstausgabe des Turnieres fand Ende November 1973 im Londoner Piccadilly Hotel mit 24 Teilnehmern, darunter sowohl Profi- als auch Amateurspieler, und mit Norwich Union als Sponsor statt. Insgesamt gab es 3.500 £ zu gewinnen. Das Turnier wurde im K.-o.-System ausgespielt und begann mit einer Runde der letzten 24, deren Sieger im Achtelfinale auf die übrigen Teilnehmer trafen. Das Finale erreichten mit John Spencer und John Pulman zwei ehemalige Weltmeister; der junge Spencer besiegte Altmeister Pulman mit 8:7. Im Halbfinale hatte ersterer mit einem 74er-Break das höchste Break der Ausgabe gespielt.
Die zweite Ausgabe fand im November 1974 am selben Ort und mit demselben Sponsor statt, allerdings nahmen nur noch 16 Spieler teil. Allerdings waren wieder einige Amateure im Teilnehmerfeld. Das Turnier wurde erneut im K.-o.-System ausgetragen, begann aber direkt mit dem Achtelfinale. John Spencer erreichte erneut das Finale und traf dort auf Weltmeister Ray Reardon, den er mit 10:9 erneut knapp besiegte. Reardon spielte während des Endspiels aber mit einem 130er-Break das einzige Century Break und damit das höchste Break der Turniergeschichte. Anschließend fanden keine weiteren Ausgaben statt.

## Sieger
| Jahr                                   | Austragungsort                         | Sieger                                 | Ergebnis                               | Finalist                               | Sponsor                                | Saison                                 |
| Norwich Union Open – Einladungsturnier | Norwich Union Open – Einladungsturnier | Norwich Union Open – Einladungsturnier | Norwich Union Open – Einladungsturnier | Norwich Union Open – Einladungsturnier | Norwich Union Open – Einladungsturnier | Norwich Union Open – Einladungsturnier |
| -------------------------------------- | -------------------------------------- | -------------------------------------- | -------------------------------------- | -------------------------------------- | -------------------------------------- | -------------------------------------- |
| 1973                                   | London – Piccadilly Hotel              | John Spencer                           | 8:7                                    | John Pulman                            | Norwich Union                          | 1973/74                                |
| 1974                                   | London – Piccadilly Hotel              | John Spencer                           | 10:9                                   | Ray Reardon                            | Norwich Union                          | 1974/75                                |